# 棚橋泰文
棚橋 泰文（たなはし やすふみ、1963年〈昭和38年〉2月11日 - ）は、日本の政治家、弁護士、通産官僚。自由民主党所属の衆議院議員（10期）。
国家公安委員会委員長（第97代）、国土強靭化担当大臣、領土問題担当大臣、内閣府特命担当大臣（防災、海洋政策）、内閣府特命担当大臣（科学技術政策、食品安全、食育）、衆議院国家基本政策委員長・予算委員長、自由民主党青年局長、自由民主党幹事長代理、自由民主党党・政治制度改革実行本部長、自由民主党行政改革推進本部長を歴任した。

## 来歴
岐阜県大垣市で生まれる（現住所は大垣市御殿町1丁目）。小学校5年生から中学校2年生まで西ドイツで生活。東京学芸大学附属高等学校、東京大学法学部第1類（私法コース）卒業。東大在学中の1986年、国家公務員試験I種および司法試験に合格。
1987年に東大法学部第1類を卒業して通商産業省へ入省。同期に泉田裕彦新潟県知事。在職中に司法研修所へ出向して司法修習を修了。1993年1月に通商産業省を退官、2月に弁護士登録して大垣市内で法律事務所を開設。
1993年7月の第40回衆議院議員総選挙に旧岐阜1区（定数5）から無所属で立候補したが、得票数7位で落選。1996年の第41回衆議院議員総選挙に自由民主党公認で岐阜2区から立候補して初当選。
2002年2月に自民党青年局長、10月に行政改革推進本部幹事に就任。2004年9月に第2次小泉改造内閣で内閣府特命担当大臣（科学技術政策、食品安全）、併せて情報通信技術 (IT)担当大臣に就任し、当選3回で初入閣。2005年7月に内閣府特命担当大臣（食育）の補職辞令。
2009年2月に半年間総会に欠席し続けた平成研究会（津島派）を退会し、無派閥となる。
2012年10月に自民党総裁を退任した谷垣禎一を中心に谷垣を支持する川崎二郎や逢沢一郎、中谷元らが旗揚げした、政策研究会「有隣会」の結成に参加した。
2014年9月に自民党幹事長代理に就任。
2016年9月に衆議院国家基本政策委員長に就任。
2017年5月に麻生派・山東派と合流する新派閥に参加するため佐藤勉らと共に新グループ「天元会」を設立し、有隣会を離脱した。のちに新派閥志公会に参加。
2019年10月に衆議院予算委員長に就任。

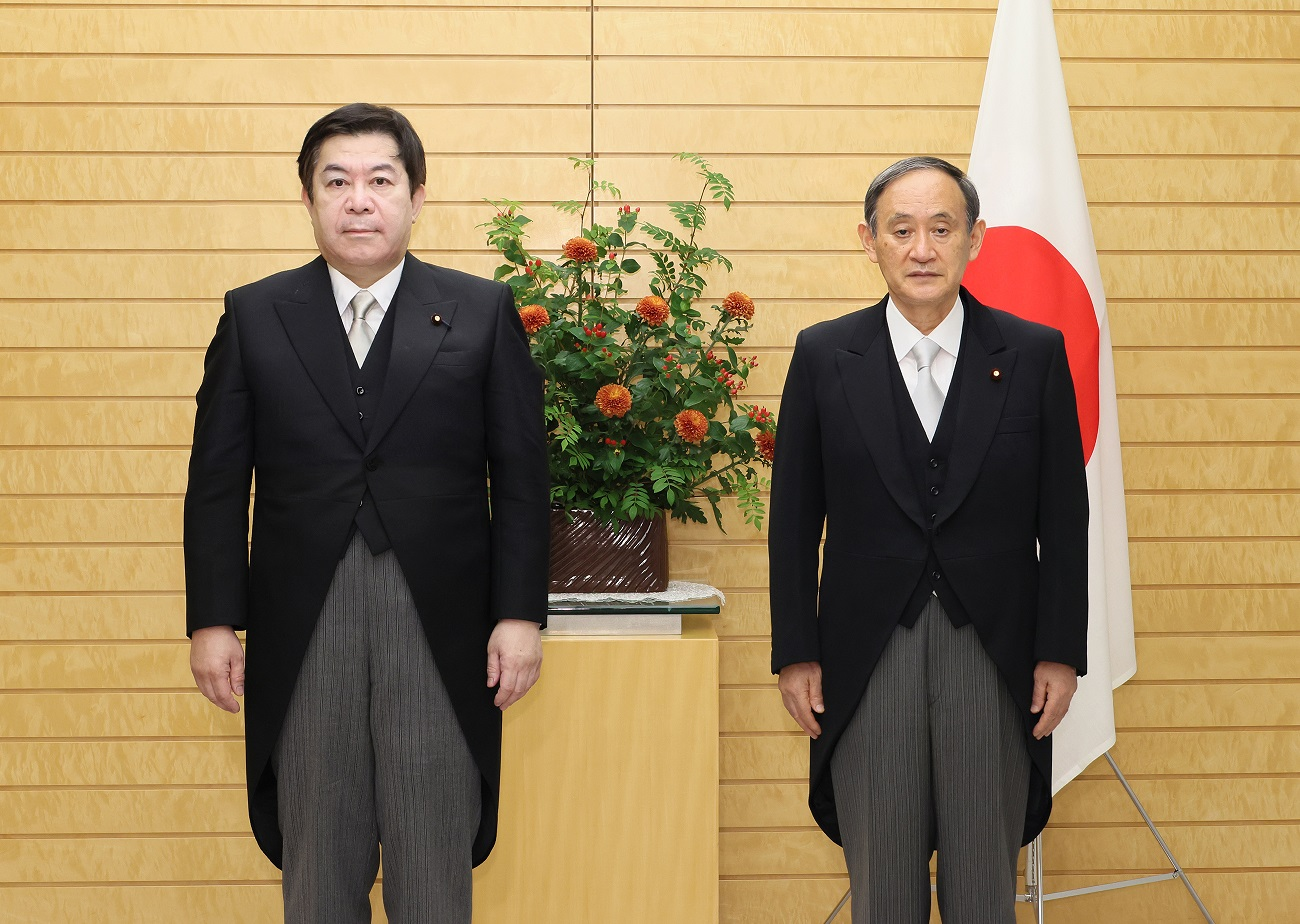
国家公安委員長兼内閣府特命担当大臣就任時に内閣総理大臣菅義偉と

2021年6月25日、同年8月に行われる横浜市長選挙立候補準備のため辞任した小此木八郎の後任として、国家公安委員会委員長兼内閣府特命担当大臣（防災・海洋政策担当）に同日付で就任した。
2021年10月31日、第49回衆議院議員総選挙で9選。
2024年10月27日、第50回衆議院議員総選挙で10選。

## 政策・主張

### 憲法
- 憲法改正について、2021年のアンケートで「どちらかと言えば賛成」と回答[15]。

- 憲法9条への自衛隊の明記について、2021年のアンケートで「賛成」と回答[16]。

- 改正すべき項目として「自衛隊の保持を明記する」「集団的自衛権の保持を明記する」「緊急事態に関する条項を新設する」と主張[15]。

- 憲法を改正し緊急事態条項を設けることについて、2021年の毎日新聞社のアンケートで「賛成」と回答[17]。

### 外交・安全保障
- 「他国からの攻撃が予想される場合には敵基地攻撃もためらうべきではない」との問題提起に対し、2021年のアンケートで「どちらかといえば賛成」と回答[15]。

- 「北朝鮮に対しては対話よりも圧力を優先すべきだ」との問題提起に対し、2021年のアンケートで「賛成」と回答[15]。

- 普天間基地の辺野古移設について、2021年のアンケートで「賛成」と回答[15]。

### ジェンダー
- 選択的夫婦別姓制度の導入について、2021年の朝日新聞社のアンケートで「どちらかといえば賛成」と回答[15]。同年のNHKのアンケートで「賛成」と回答[16]。2021年3月に自民党有志が設立した「選択的夫婦別氏制度を早期に実現する議員連盟」に参加し、同連盟の顧問に就任した[18]。

- 同性婚を可能とする法改正について、2021年のアンケートで「どちらとも言えない」と回答[15]。同年のNHKのアンケートで「どちらかと言えば反対」と回答[16]。

- 「LGBTなど性的少数者をめぐる理解増進法案を早期に成立させるべきか」との問題提起に対し、2021年のアンケートで「どちらとも言えない」と回答[15]。

- クオータ制の導入について、2021年のアンケートで「反対」と回答[16]。

### その他
- 「原子力発電への依存度について今後どうするべきか」との問題提起に対し、2021年のアンケートで「現状を維持すべき」と回答[16]。

- 新型コロナウイルス対策として、消費税率の一時的な引き下げは「必要でない」と回答[16]。

- 森友学園への国有地売却をめぐる公文書改竄問題で、2021年5月6日、国は「赤木ファイル」の存在を初めて認めた[19]。しかし5月13日、菅義偉首相はファイルの存在を踏まえた再調査を行わない考えを報道各社に書面で示した[20]。9月の自民党総裁選挙で総裁に選出された岸田文雄も10月11日、衆議院本会議の代表質問で再調査の実施を否定した[21]。国の対応をどう考えるかとの同年の毎日新聞社のアンケートに対し、「これ以上、調査や説明は必要ない」と回答[17]。

## 人物
- 自民党内ではハト派の一人とされる[22]。2004年6月3日の衆議院憲法調査会で、日本国憲法を「世界に冠たる高邁な理想を掲げた。平和主義を世界に発信し、戦後59年、わが国は平和だったとの事実を深く認識すべきだ」と評価した[22]。
- 自民党内で構造改革派に分類され、同党の中堅・若手議員による改革加速議員連盟の会長も務める。安倍晋三の辞任に伴う2007年自由民主党総裁選挙では小泉純一郎の再登板を要請した[23]。結局小泉は出馬せず、福田康夫を支持した[要出典]。
- 福田康夫の辞任に伴う2008年自由民主党総裁選挙に立候補する意向を表明[24] したが、推薦人は3人のみで、山本一太と一本化を試みるも交渉が決裂し、棚橋、山本ともに立候補を断念した。
- 2009年6月、首相官邸に麻生太郎首相を訪ね、天下りした国家公務員のOBに報酬を支払っている公益法人に予算を支出しないよう求めた。麻生から要望を書面で提出するよう求められ、「政治家同士の話し合いで、紙が要る要らないの話ではない」と反発し、「できないなら退陣してほしい」と内閣総辞職を要求した[25]。
- 2009年11月17日の衆議院法務委員会で、鳩山由紀夫総理大臣の違法献金疑惑に関して法務大臣の千葉景子へ質問する中で、鳩山を「脱税総理」と表現した。法務委員長の滝実から「決めつけるような表現は慎むように」と注意を受けたが、棚橋は「7200万円の脱税を鳩山氏自身も認め、修正申告を行っている。脱税と言ってはいけないのなら、何という表現を使えばいいのか答えてもらいたい」「あなたは本当に公平中立な委員長なのか、鳩山総理の弁護人なのか、どちらですか」と反論し、滝に対して答弁を求めたが、滝は棚橋の反論には答えず「後刻理事会で協議する」という形式的な返答を繰り返したため議論が紛糾し一時審議が中断した。審議再開後、棚橋は引き続き「脱税総理」を使用した[26]。
- 2013年3月19日の衆議院厚生労働委員会閉会後、同日の委員会審議中に民主党筆頭理事の山井和則が党内手続きを理由に30分間の休憩を申し入れたために審議が中断し、自民党筆頭理事の棚橋は記者団に「民主党は抵抗野党への先祖返りで、恐竜どころか両生類にまで戻った」と語った。この発言について山井が抗議するも「両生類にたとえたのがひどいとおっしゃるが、それはおかしい。両生類を愛している人もいるし、そもそも両生類に失礼じゃないか」と反論した。山井や民主党国会対策委員長の高木義明は、自民党国会対策委員長の鴨下一郎に対し謝罪を求めた[27]。

## 政治資金
- 消費者金融業界の政治団体である全国貸金業政治連盟からパーティー券購入などにより資金提供を受けている、と日本共産党の機関紙しんぶん赤旗が報じた[28]。
- 棚橋が代表を務める岐阜県第2選挙区支部は2001年6月27日に平成研究会から受領した政治資金200万円を政治資金収支報告書へ記載していない、と2005年2月1日の参議院予算委員会で日本共産党の井上哲士が指摘した[29]。
- 棚橋の政党支部や資金管理団体から寄付を受けている同「棚橋泰文後援会連合会」で2020～22年、使途の詳細が不明な支出が見つかった、と2024年2月に共同通信が報じた[30]。

## 所属団体・議員連盟
- 日本会議国会議員懇談会[31]
- 神道政治連盟国会議員懇談会[31]
- みんなで靖国神社に参拝する国会議員の会[31]
- 日韓議員連盟
- 平城遷都1300年記念事業推進議員連盟
- 選択的夫婦別氏制度を早期に実現する議員連盟（顧問）
- 冤罪被害者のための再審法改正早期に実現する議員連盟

## 親族
- 父は元通産事務次官の棚橋祐治。
- 祖父は元岐阜県知事、衆議院議員、国土庁長官、岐阜県名誉県民の松野幸泰。
- プロレスラーの棚橋弘至（新日本プロレス）は親戚[32]。

## 選挙歴
| 当落 | 選挙                   | 執行日         | 年齢 | 選挙区        | 政党       | 得票数     | 得票率 | 定数 | 得票順位 /候補者数 | 政党内比例順位 /政党当選者数 |
| ---- | ---------------------- | -------------- | ---- | ------------- | ---------- | ---------- | ------ | ---- | ------------------ | ---------------------------- |
| 落   | 第40回衆議院議員総選挙 | 1993年07月18日 | 30   | 旧岐阜県第1区 | 無所属     | 6万2367票  | 8.92%  | 5    | 7/9                | /                            |
| 当   | 第41回衆議院議員総選挙 | 1996年10月20日 | 33   | 岐阜県第2区   | 自由民主党 | 9万4796票  | 51.73% | 1    | 1/3                | /                            |
| 当   | 第42回衆議院議員総選挙 | 2000年06月25日 | 37   | 岐阜県第2区   | 自由民主党 | 12万53票   | 57.26% | 1    | 1/3                | /                            |
| 当   | 第43回衆議院議員総選挙 | 2003年11月09日 | 40   | 岐阜県第2区   | 自由民主党 | 11万8748票 | 61.62% | 1    | 1/3                | /                            |
| 当   | 第44回衆議院議員総選挙 | 2005年09月11日 | 42   | 岐阜県第2区   | 自由民主党 | 13万953票  | 61.77% | 1    | 1/3                | /                            |
| 当   | 第45回衆議院議員総選挙 | 2009年08月30日 | 46   | 岐阜県第2区   | 自由民主党 | 11万8198票 | 54.19% | 1    | 1/3                | /                            |
| 当   | 第46回衆議院議員総選挙 | 2012年12月16日 | 49   | 岐阜県第2区   | 自由民主党 | 11万4983票 | 63.44% | 1    | 1/4                | /                            |
| 当   | 第47回衆議院議員総選挙 | 2014年12月14日 | 51   | 岐阜県第2区   | 自由民主党 | 10万8234票 | 75.52% | 1    | 1/2                | /                            |
| 当   | 第48回衆議院議員総選挙 | 2017年10月22日 | 54   | 岐阜県第2区   | 自由民主党 | 11万7278票 | 75.40% | 1    | 1/2                | /                            |
| 当   | 第49回衆議院議員総選挙 | 2021年10月31日 | 58   | 岐阜県第2区   | 自由民主党 | 10万8755票 | 65.79% | 1    | 1/3                | /                            |
| 当   | 第50回衆議院議員総選挙 | 2024年10月27日 | 61   | 岐阜県第2区   | 自由民主党 | 9万1183票  | 61.91% | 1    | 1/3                | /                            |